# Alpaida sumare
Alpaida sumare là một loài nhện trong họ Araneidae.
Loài này thuộc chi Alpaida. Alpaida sumare được Herbert Walter Levi miêu tả năm 1988.